# Saint-Georges (Moselle)
Saint-Georges település Franciaországban, Moselle megyében. Lakosainak száma 192 fő (2022. január 1.). Saint-Georges Aspach, Gondrexange, Hattigny, Ibigny, Landange és Richeval községekkel határos.

## Népesség
A település népessége az elmúlt években az alábbi módon változott:
| Lakosok száma | 254  | 225  | 233  | 210  | 207  | 203  | 198  | 191  | 197  | 192  |
|               | 1968 | 1982 | 1990 | 2006 | 2013 | 2015 | 2017 | 2019 | 2020 | 2022 |